# Егоров, Виктор Михайлович
Виктор Михайлович Егоров (1928—1991) — советский военачальник, генерал-лейтенант. Начальник штаба 12-го Главного управления Министерства обороны СССР (1980—1989).

## Биография
Родился 8 июля 1928 года в городе Сычёвка, Смоленской области.
С 1946 по 1949 год обучался в Калининградском гвардейском минометно-артиллерийском училище. С 1949 по 1959 год служил на различных командно-штабных должностях в частях Ракетных войск и артиллерии.
С 1954 по 1957 год обучался в Военной артиллерийской академии имени М. И. Калинина. С 1959 года направлен в Ракетные войска стратегического назначения СССР, где служил на различных командных должностях, в том числе: старший помощник начальника оперативного отделения штаба 85-й инженерной бригады РВГК, с 1958 по 1961 год — начальник штаба, с 1961 по 1964 год — заместитель командира ракетного полка. С 1964 по 1967 год — командир 62-го ракетного полка в составе 46-й ракетной дивизии, в состав которого входил ракетный комплекс Р-12.
С 1967 по 1969 год — заместитель командира 46-й ракетной дивизии. С 1969 по 1971 год обучался в Военной ордена Ленина Краснознамённой ордена Суворова академии Генерального штаба Вооружённых Сил СССР имени К. Е. Ворошилова. С 1971 по 1975 год — командир 24-й гвардейской ракетной дивизии, в составе частей дивизии входили ракетные установки Р-12. С 1973 по 1977 год — начальник штаба и первый заместитель командующего, а с 1977 по 1980 год — командующий 33-й гвардейской ракетной армии в составе соединений армии под руководством В. М. Егорова имелись ракетные комплексы Р-36М2, РТ-2ПМ «Тополь», РС-24 и РС-26. В 1978 году в период проведения армейских учений в 39-й гвардейской ракетной дивизии под общим руководством B. М. Егорова, присутствовали Генеральный секретарь ЦК КПСС Л. И. Брежнев и Министр обороны СССР маршал Д. Ф. Устинов.
С 1980 по 1989 год — начальник штаба и первый заместитель 12-го Главного управления Министерства обороны СССР, являющимся центральным органом военного управления, отвечающий за ядерно-техническое обеспечение и безопасность страны.
С 1989 года в запасе.
Скончался 8 сентября 1991 года в Москве, похоронен на Троекуровском кладбище.

## Высшие воинские звания
- Генерал-майор (15.12.1972)
- Генерал-лейтенант (14.02.1978)[7]

## Награды
- Орден Октябрьской Революции (1982)
- Орден Красной Звезды (1967)
- Орден «За службу Родине в Вооружённых Силах СССР» III степени (1975)[2][4]